# Petr Javorek
Petr Javorek (* 9. února 1986, Praha) je český fotbalový střední záložník, od roku 2023 působící v FC Silon Táborsko.

## Hráčská kariéra
Petr Javorek s fotbalem začínal v šesti letech v Sokolu Nový Knín a jako devítiletý přestoupil do tehdejší Marily Příbram. Tam prošel všemi mládežnickými kategoriemi a 19. března 2005 si v jejím dresu na hřišti Baníku Ostrava odbyl svůj prvoligový debut. Když se nedohodl v Příbrami na smlouvě, odešel na jaře 2006 na hostování do druholigového Xaverova. Po zániku klubu z finančních důvodů si jej trenér Klusáček vzal s sebou na testy do Slovácka, kde hrál jen za rezervní tým. Ze Slovácka přestoupil do Kolína, který v té době hrál ČFL. V téže sezóně mužstvo sestoupilo a Javorkův manažer Stejskal, který se dobře znal s tehdejším sportovním ředitelem Slavie Šrámkem, mu v létě 2008 dohodl angažmá v juniorce Slavie. Za juniorku Slavie na podzim 2008 nechyběl v mistrovských zápasech ani minutu a vypadalo to, že by mohl nastoupit do zimní přípravy s A-týmem. Ale poranil si koleno a musel na operaci, která jeho kariéru přibrzdila. Sezonu 2009/10 odehrál na druholigové farmě Slavie v Hlučíně.
V létě 2010 přestoupil do Sezimova Ústí. V září 2011 si jej odtud na hostování vytáhlo Dynamo České Budějovice. Hned od prvních zápasů na sebe upoutal svým velkým nasazením a bojovností a kromě trestu za čtyři žluté karty odehrál od svého příchodu všechny zápasy sezony v základní sestavě. Značnou měrou se tak podílel na záchraně Dynama v nejvyšší soutěži – díky jeho dvěma gólům Dynamo remízovalo v Ostravě 1:1 a následně doma porazilo pražskou Slavii 1:0. Kvůli operaci po zranění na Spartě nemohl nastoupit v úvodních pěti kolech sezony 2012/13 a trenér Cipro uvedl, že svou rolí v týmu fotbalista hodně chybí. Následně opět pravidelně nastupoval v základní sestavě, avšak v průběhu jarní části sezony o své místo v zahajovací jedenáctce přišel a do utkání naskakoval nejčastěji jako střídající hráč. Dvě kola před koncem sezóny mu pak Dynamo ukončilo hostování a on se vrátil do svého mateřského týmu.

### Klubové statistiky
Aktuální ke konci sezóny 2019/2020
| Sezona | Země  | Klub                                          | Soutěž          | Zápasy | Góly |
| ------ | ----- | --------------------------------------------- | --------------- | ------ | ---- |
| 04/05  | Česko | 1. FK Příbram                                 | 1. liga         | 5      | 0    |
| 05/06  | Česko | 1. FK Příbram Xaverov Horní Počernice (host.) | 1. liga 2. liga | 2 15   | 0 1  |
| 06/07  | Česko | SK Slavia Praha B                             | ČFL             | ?      | ?    |
| 07/08  | Česko | SK Slavia Praha B                             | ČFL             | ?      | ?    |
| 08/09  | Česko | SK Slavia Praha B                             | ČFL             | ?      | ?    |
| 09/10  | Česko | FC Hlučín                                     | 2. liga         | 30     | 2    |
| 10/11  | Česko | FK Spartak Sezimovo Ústí                      | 2. liga         | 27     | 6    |
| 11/12  | Česko | FK Spartak Sezimovo Ústí SK Dynamo ČB (host.) | 2. liga 1. liga | 7 22   | 1 2  |
| 12/13  | Česko | SK Dynamo ČB                                  | 1. liga         | 22     | 0    |
| 13/14  | Česko | FC MAS Táborsko                               | 2. liga         | 29     | 5    |
| 14/15  | Česko | FC MAS Táborsko                               | 2. liga         | 29     | 7    |
| 15/16  | Česko | FC MAS Táborsko                               | 2. liga         | 14     | 3    |
| 16/17  | Česko | FC MAS Táborsko                               | 2. liga         | 21     | 1    |
| 17/18  | Česko | SK Dynamo ČB                                  | 2. liga         | 29     | 4    |
| 18/19  | Česko | SK Dynamo ČB                                  | 2. liga         | 29     | 0    |
| 19/20  | Česko | SK Dynamo ČB                                  | 1. liga         | 27     | 1    |